# Интимная причёска
Инти́мная причёска, или бикини-дизайн, — одно из направлений искусства украшения тела, близкое к боди-арту, а также комплекс процедур (салонных или выполняемых в домашних условиях), выполняющихся в строгой последовательности и с применением специальных методик с целью создания привлекательного образа, а именно:
- временное и стойкое окрашивание волос паховой области,
- фигурная эпиляция воском,
- интимная стрижка,
- ваджазлинг или другое дополнительное украшение декоративными элементами[2].

## История
Многие народы мира в древности практиковали элементы выполнения интимных причёсок в качестве средства гигиены, тем самым такого рода уход являлся обязательным правилом национальных культур.
- Древние египтяне, принадлежавшие к высшим слоям общества, использовали различные фитосоставы для депиляции, а также выполняли окраску волос интимной области и рисунок по телу при помощи хны.
- Мусульманская культура, допускающая лишь самое необходимое вмешательство во внешний облик женщины, и в настоящее время приветствует полное отсутствие волос в паховой области.
- Для европейской культуры причиной возникновения моды на интимные причёски стала сексуальная революция 60-х годов и появление купальников-бикини[3].

В настоящее время популярность стрижки волос на лобке у женщин сильно различается в зависимости от культуры. Так, опрос 2003 года показал, что:
- среди американок 30 % полностью удаляли волосы на лобке, 60 % подстригали их, 10 % оставляли их в «природном» виде;
- в Европе удаляли волосы 10 %, подстригали 15 % и оставляли как есть 70 %;
- в Индии удаляли волосы 70 %, подстригали 10 % и не трогали 20 %.

## Виды интимной стрижки[5][6][7][8]

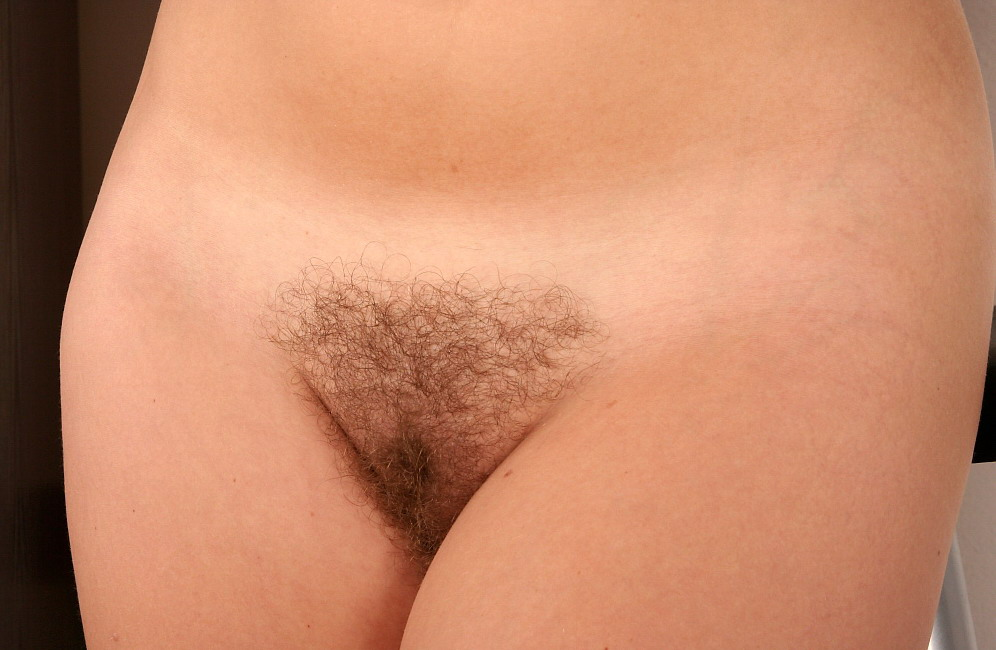
Американский стиль
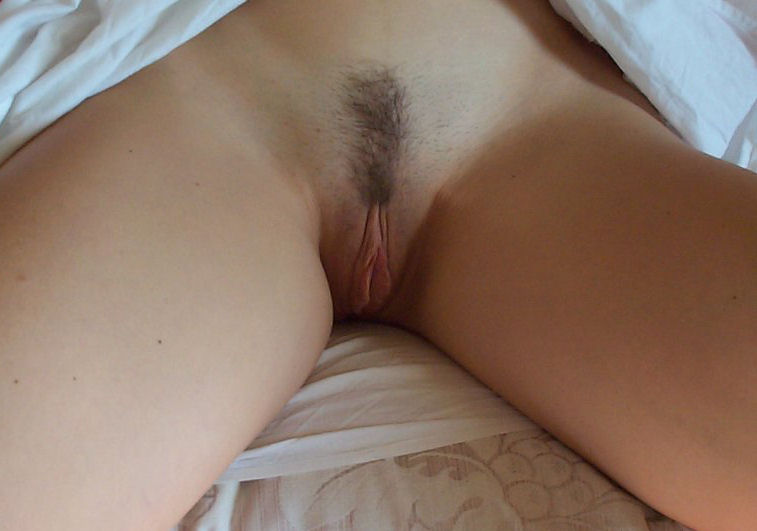
Французский или бразильский стиль
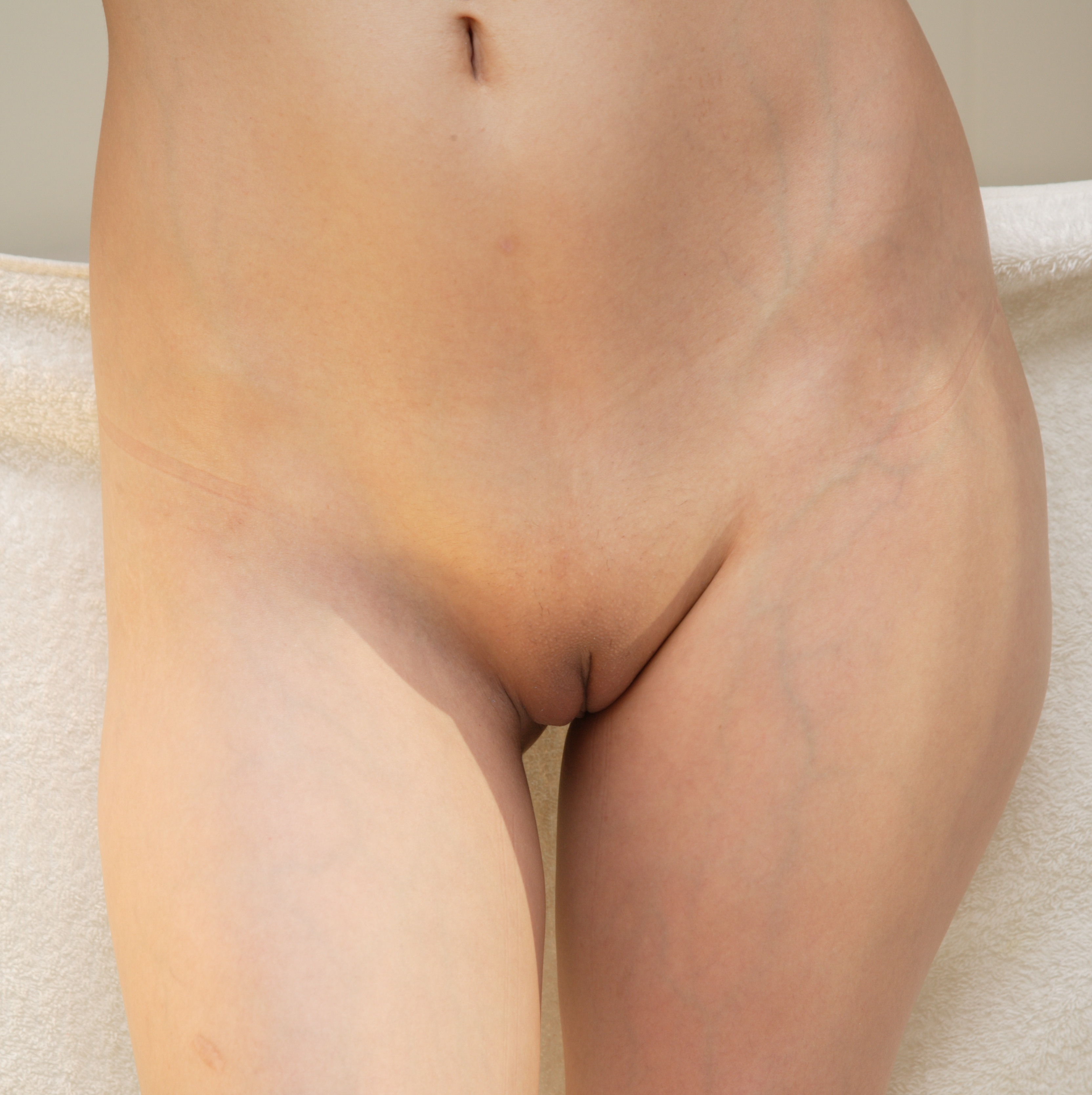
Бразильский стиль